# Omicidio a Easttown
Omicidio a Easttown (Mare of Easttown) è una miniserie televisiva statunitense del 2021 ideata da Brad Ingelsby e diretta da Craig Zobel.

## Trama
Una detective di una piccola città della Pennsylvania indaga su un caso di cronaca nera, un omicidio, che scuote la comunità in cui svolge la sua professione. L'omicidio ha conseguenze nefaste sulle fragili esistenze private dei personaggi principali, e la stessa protagonista nel frattempo si trova a lottare per cercare di evitare che la sua vita crolli. 
La detective, divenuta una celebrità locale per aver reso vittoriosa la squadra di basket, 25 anni prima, è costretta ad affrontare una situazione privata sempre più instabile, complicata dall'ex marito, trasferitosi con una nuova compagna in una casa adiacente alla sua, e dal presentarsi di un nuovo possibile partner.

## Personaggi e interpreti

### Principali
- Marianne "Mare" Sheehan, interpretata da Kate Winslet, doppiata da Chiara Colizzi.
Detective a Easttown, Pennsylvania, che indaga sull'omicidio di una giovane ragazza e sulla scomparsa di un'altra.
- Lori Ross, interpretata da Julianne Nicholson, doppiata da Laura Romano.
Migliore amica di Mare.
- Helen Fahey, interpretata da Jean Smart, doppiata da Aurora Cancian.
Madre di Mare, supponente, testarda e devota cattolica.
- Siobhan Sheehan, interpretata da Angourie Rice, doppiata da Margherita De Risi.
Giovane figlia di Mare e Frank, ingegnosa e ribelle.
- Frank Sheehan, interpretato da David Denman, doppiato da Alessandro Quarta.
Ex marito di Mare e insegnante di matematica nel liceo cittadino.
- Padre Dan Hastings, interpretato da Neal Huff, doppiato da Alberto Bognanni.
Cugino di Mare, parroco cattolico e pastore della chiesa di St. Michael. Ama bere Manhattan insieme a Helen.
- Richard Ryan, interpretato da Guy Pearce, doppiato da Francesco Prando.
Autore e professore di scrittura creativa.
- Erin McMenamin, interpretata da Cailee Spaeny, doppiata da Lucrezia Marricchi.
Giovane madre single vittima di omicidio.
- Carter, interpretato da John Douglas Thompson, doppiato da Dario Oppido.
Capo di Mare al dipartimento di polizia.
- John Ross, interpretato da Joe Tippett, doppiato da Marco Baroni.
Affabile marito di Lori, padre di Ryan e Moira. Ha un legame indissolubile con il fratello Billy.
- Colin Zabel, interpretato da Evan Peters, doppiato da Davide Perino.
Detective di contea chiamato per assistere Mare.
- Carrie Layden, interpretata da Sosie Bacon, doppiata da Eleonora Reti.
Madre di Drew ed ex fidanzata di Kevin, figlio di Mare morto per suicidio. Si sta ristabilendo da una dipendenza da eroina e alcol ed è sobria da sei mesi. Lotta per la custodia di suo figlio e per iniziare una nuova vita.
- Mark Burton, interpretato da James McArdle, doppiato da Alessio Cigliano.
Diacono cattolico riassegnato a St. Michael dopo una denuncia di cattiva condotta sessuale nella parrocchia precedente.

### Ricorrenti
- Jess Riley, interpretata da Ruby Cruz, doppiata da Joy Saltarelli.
Migliore amica di Erin.
- Dawn Bailey, interpretata da Enid Graham, doppiata da Alessandra Korompay.
Proprietaria di un drugstore a Easttown malata di cancro. Sua figlia Katie è scomparsa da oltre un anno.
- Dylan Hinchey, interpretato da Jack Mulhern, doppiato da Emanuele Ruzza.
Ex fidanzato di Erin e presunto padre dei suo figlio.
- Kenny McMenamin, interpretato da Patrick Murney, doppiato da Edoardo Stoppacciaro.
Padre di Erin, lavora come muratore.
- Brianna Delrasso, interpretata da Mackenzie Lansing, doppiata da Erica Necci.
Nuova ragazza di Dylan.
- Beth Hanlon, interpretata da Chinasa Ogbuagu, doppiata da Tatiana Dessi.
Sorella di Freddie e amica di Mare e Dawn.
- Billy Ross, interpretato da Robbie Tann, doppiato da Emiliano Coltorti.
Fratello di John, cognato di Lori e cugino di Kenny.
- Betty Carroll, interpretata da Phyllis Somerville, doppiata da Graziella Polesinanti.
Anziana residente di Easttown.
- Glen Carroll, interpretato da Patrick McDade.
Marito di Betty.
- Becca, interpretata da Madeline Weinstein.
Fidanzata di Siobhan.
- Drew Sheehan, interpretato da Izzy King.
Nipote di Mare, nato da suo figlio Kevin e dalla sua ragazza Carrie Layden.
- Kevin Sheehan, interpretato da Cody Kostro.
Figlio di Mare dipendente da eroina, morto suicida due anni prima degli eventi della miniserie.
- Katie Bailey, interpretata da Caitlin Houlahan, doppiata da Letizia Ciampa.
Figlia di Dawn, scomparsa da Easttown un anno prima.
- Freddie Hanlon, interpretato da Dominique Johnson, doppiato da Paolo Vivio.
Fratello dipendente da oppioidi di Beth.
- Anne Harris, interpretata da Kiah McKirnan, doppiata da Veronica Puccio.
DJ nel programma radiofonico dell'Haverford College dove si esibisce la band di Siobhan. In seguito diventa la sua nuova fidanzata.
- Tammy, interpretata da Rosa Arredondo.
Ex prostituta e amica di Mare che lavora come informatrice per lei.
- Ryan Ross, interpretato da Cameron Mann.
Figlio tredicenne di Lori e John.
- Moira Ross, interpretata da Kassie Mundhenk.
Figlia di Lori and John con la sindrome di Down.
- Faye, interpretata da Kate Arrington, doppiata da Sabrina Duranti.
Fidanzata di Frank.
- Gayle Graham, interpretata da Eisa Davis.
Psicologa di Mare.
- Missy Sager, interpretata da Sasha Frolova.
Terza ragazza scomparsa a Easttown che per pagarsi la droga si prostituisce.
- Judy Zabel, interpretata da Deborah Hedwall, doppiata da Cinzia De Carolis.
Madre di Colin.
- Patty Delrasso, interpretata da Connie Giordano.
Madre di Brianna.
- Tony Delrasso, interpretato da Eric T. Miller.
Padre di Brianna e proprietario di un ristorante.
- Geoff Gabeheart, interpretato da Drew Scheid, doppiato da Gabriele Patriarca.
Amico di Siobhan e batterista della sua band, gli Androgynous.
- Nathan Forde, interpretato da Anthony Norman.
Membro della band di Siobhan.

## Produzione

### Pre-produzione
A gennaio 2019 è stato reso noto che Brad Ingelsby, creatore della serie, avrebbe scritto tutti gli episodi, con la regia di Gavin O'Connor e che entrambi sarebbero stati produttori esecutivi insieme a Kate Winslet, Paul Lee, Mark Roybal e Gordon Gray.

### Cast
Sempre a gennaio del 2019 è stato comunicato che Kate Winslet era stata scelta per recitare nella serie di HBO. Nel settembre 2019, sono entrati nel cast Julianne Nicholson, Jean Smart, Angourie Rice, Evan Peters, Cailee Spaeny e David Denman, mentre a ottobre 2019 John Douglas Thompson, Patrick Murney, Ben Miles, Katie Kreisler, James McArdle, Sosie Bacon, Joe Tippett, Neal Huff. A febbraio 2021, Guy Pearce si è unito al cast, sostituendo Miles nel suo ruolo. Nello stesso mese, Mackenzie Lansing, Kate Arrington, Ruby Cruz, Elisa Davis, Enid Graham, Justin Hurtt-Dunkley, Izzy King, Jack Mulhern, Anthony Norman, Drew Scheid e Madeline Weinstein si sono anche loro uniti al cast.

### Riprese
Le riprese della serie sono iniziate nell'autunno del 2019 a Filadelfia e dintorni, tuttavia durante la pandemia di COVID-19 la produzione è stata interrotta anticipatamente. All'inizio di settembre 2020, una stazione di notizie di Filadelfia ha dichiarato che le riprese sarebbero state riprese entro quel mese.

## Promozione
Il trailer è stato distribuito il 17 febbraio 2021.

## Distribuzione
Negli Stati Uniti la miniserie ha debuttato su HBO il 18 aprile 2021, mentre in Italia è trasmessa su Sky Atlantic a partire dal 9 al 30 giugno dello stesso anno.

## Accoglienza

### Critica
Omicidio a Easttown è stata accolta positivamente dalla critica. Sull'aggregatore di recensioni Rotten Tomatoes, la miniserie ottiene il 94% delle recensioni professionali positive, con un voto medio di 8,02 su 10 basato su 93 critiche; mentre su Metacritic ha un punteggio di 82 su 100 basato su 39 recensioni.
Inkoo Kang del The Hollywood Reporter ha definito la miniserie "irregolare, ma con magistrali momenti di suspense". Il sito web Movieplayer assegna alla miniserie 4 stelle su 5, elogiando la performance di Kate Winslet e la scrittura di Brad Ingelsby.

## Riconoscimenti
- 2021 – Premio Emmy[21][22]
  - Miglior attrice protagonista in una serie limitata o antologica o film televisivo per Kate Winslet
  - Miglior attore non protagonista in una serie limitata o antologica o film televisivo per Evan Peters
  - Miglior attrice non protagonista in una serie limitata o antologica o film televisivo per Julianne Nicholson
  - Miglior scenografia per un programma narrativo contemporaneo (di un'ora o più) a Keith P. Cunningham, James F. Truesdale ed Edward McLoughlin
  - Candidatura per la miglior serie limitata o antologica
  - Candidatura per la miglior attrice non protagonista in una serie limitata o antologica o film televisivo per Jean Smart
  - Candidatura per la miglior regia in una serie limitata o antologica o film televisivo per Craig Zobel
  - Candidatura per la miglior sceneggiatura in una serie limitata o antologica o film televisivo per Brad Ingelsby
  - Candidatura per il miglior casting in una serie limitata o antologica o film televisivo per Avy Kaufman
  - Candidatura per la miglior fotografia in una serie limitata o antologica o film televisivo per Ben Richardson
  - Candidatura per i migliori costumi contemporanei per Meghan Kasperlik, Francisco Stoll, Taylor Smith, Laura Downing e Jennifer Hryniw
  - Candidatura per le migliori acconciature contemporanee per Shunika Terry, Lawrence Davis, Lydia Benaim e Ivana Primorac
  - Candidatura per il miglior trucco contemporaneo per Debi Young, Sandra Linn, Ngozi Olandu Young e Rachel Geary
  - Candidatura per il miglior montaggio in una serie limitata o antologica o film televisivo per Amy E. Duddleston e Naomi Sunrise Filoramo (ep. "Fathers")
  - Candidatura per il miglior montaggio in una serie limitata o antologica o film televisivo per Amy E. Duddleston (ep. "Miss Lady Hawk Herself")
  - Candidatura per il miglior sound mixing in una serie limitata o antologica o film televisivo per Joe DeAngelis, Chris Carpenter e Richard Bullock
- 2021 - Gold Derby[23]
  - Miglior attrice protagonista in una miniserie televisiva per Kate Winslet
  - Miglior attore non protagonista in una miniserie televisiva per Evan Peters
  - Candidatura come miglior attrice non protagonista in una miniserie televisiva per Julianne Nicholson
  - Candidatura come miglior attrice non protagonista in una miniserie televisiva per Jean Smart
  - Candidatura come miglior miniserie televisiva
  - Candidatura come miglior cast televisivo dell'anno
- 2021 - TCA Awards[24]
  - Candidatura come miglior programma dell'anno
- 2022 – Golden Globe[25]
  - Miglior attrice protagonista in una mini-serie o film per la televisione per Kate Winslet
  - Candidatura per la miglior mini-serie o film per la televisione
- 2022 - AACTA Award[26]
  - Candidatura come miglior serie drammatica
  - Miglior attrice in una serie drammatica per Kate Winslet
- 2022 - American Society of Cinematographers[27]
  - Candidatura per la migliore fotografia a Ben Richardson per l'episodio Illusioni
- 2022 - British Academy Television Awards[28]
  - Candidatura come miglior programma televisivo internazionale
  - Candidatura come Miglior attrice per Kate Winslet
- 2022 - Critics' Choice Awards[29]
  - Miglior miniserie televisiva
  - Miglior attrice protagonista in una miniserie o film TV per Kate Winslet
  - Candidatura come miglior attore non protagonista in una miniserie o film TV per Evan Peters
  - Candidatura come miglior attrice non protagonista in una miniserie o film TV per Julianne Nicholson
  - Candidatura come miglior attrice non protagonista in una miniserie o film TV per Jean Smart
- 2022 - Directors Guild of America Award[30]
  - Candidatura come miglior miniserie televisiva a Craig Zobel
- 2022 - Motion Picture Sound Editors[25]
  - Candidatura per il miglior montaggio sonoro a Bradley North, Tiffany S. Griffith, Jordan Wilby, Antony Zeller, Zane Bruce, e Stephanie Lowry
- 2022 - Satellite Awards[31]
  - Miglior miniserie televisiva
  - Miglior attrice in una miniserie o film per la televisione per Kate Winslet
  - Miglior attore non protagonista in una serie, mini-serie o film per la televisione per Evan Peters
  - Candidatura come migliore attrice non protagonista in una serie, mini-serie o film per la televisione per Julianne Nicholson
  - Candidatura come migliore attrice non protagonista in una serie, mini-serie o film per la televisione per Jean Smart
- 2022 - Screen Actors Guild Awards[32]
  - Candidatura come migliore attore in un film televisivo o miniserie per Evan Peters
  - Candidatura come miglior attrice in un film televisivo o miniserie per Jean Smart
  - Miglior attrice in un film televisivo o miniserie per Kate Winslet